# فيكتور غودارد
فيكتور غودارد (بالإنجليزية: Victor Goddard)‏ هو عسكري نيوزيلندي، ولد في 6 فبراير 1897 في ويمبلي في المملكة المتحدة، وتوفي في 21 يناير 1987.